# Kodrasti bodak
Kodrasti bodak (znanstveno ime Carduus  crispus) je bodikava rastlina iz družine nebinovk.
Ta rastlinska vrsta je razširjena po Aziji in Evropi, z njenimi listi pa se najraje prehranjujejo gosenice osatnika (Vanessa cardui). Uspeva na zapuščenih travnikih in neobdelani zemlji.

## Opis rastline
Kodrasti bodak je dvoletnica, ki zraste do 150 cm. Steblo je pokončno, razraslo v zgornjem delu. Na njem so majhne bodice. Listi so mehki in se zožujejo v pecelj. Tudi listni robovi so mehki in imajo bodice dolge od 2-5mm.
Rod bodak (Carduus) je zelo podoben rodu osat (Cirsium) in se razlikujeta po tem, da je kodeljica na rožki pri bodaku sestavljena iz enostavnih, pri rodu osat pa iz pernato razraslih dlačic.